# John Evans (gobernador)
John Evans (1814-1897) fue un político estadounidense, médico, fundador de varios hospitales y asociaciones médicas, promotor del ferrocarril y gobernador del Territorio de Colorado. Es también famoso por haber sido uno de los fundadores de la Universidad del Noroeste y de la Universidad de Denver. También es conocido en los últimos años, por ser, junto con John Chivington, uno de los artífices de uno de los peores actos de genocidio cometidos contra los nativos americanos, la masacre de Sand Creek.

## Biografía
Evans nació en Waynesville (Ohio) en 1814. Comenzó estudios de medicina en Filadelfia y los terminó en la Universidad de Cincinnati (Ohio) en 1838. Se mudó a Attica (Indiana) donde trabajó como médico y ayudó a fundar el hospital estatal de Indiana, del que fue nombrado primer súperintendente.
Se casó en 1838 pero enviudó doce años después, y se volvió a casar en 1853. Se mudó a Chicago, donde fundó el hospital Lakeside y la Sociedad Médica de Illinois.
Su riqueza le hizo ganar mucho poder político. Fundó el Partido Republicano de Illinois y llegó a ser amigo personal de Abraham Lincoln. Vendió casi todas sus posesiones de Chicago para poder realizar un viaje a Inglaterra, y precisamente esas posesiones se quemaron en el Gran incendio de Chicago del 10 de octubre de 1871.

### Masacre de Sand Creek
El presidente de los Estados Unidos Abraham Lincoln designó a Evans segundo gobernador del Territorio de Colorado en 1862. Evans y su amigo, el reverendo John Chivington, fundaron la primera universidad del territorio, el Seminario de Colorado, que más tarde se convertiría en la Universidad de Denver. En 1864 Evans designó al reverendo Chivington como coronel de los Volunarios de Colorado, quien lideró una tropa de 800 soldados de caballería en un ataque a un grupo de Cheyennes y Arapajós nativo americanos. Chivington sabía que los nativos, liderados por Tetera Negra, estaban desarmados y buscaban entablar diálogos de paz. Se encontraban acampados en Sand Creek.
El 28 de noviembre de 1864, Chivington ordenó a sus hombres atacar a los desarmados nativos, muriendo en el ataque 53 hombres y 110 mujeres y niños, y resultando muchos más heridos. Evans condecoró a Chivington como "gran valor para someter a los salvajes".
Como gobernador del Territorio de Colorado, Evans fue culpable de provocar las condiciones de que la masacre se produjera. Autorizó a "todos los ciudadanos de Colorado a perseguir a los hostiles indios, matarlos y destruir a todos los enemigos del país".
En 1865, el presidente Andrew Johnson, pidió a Evans que renunciara a su puesto de gobernador por intentar encubrir la masacre de Sand Creek. Evans renunció al cargo pero siguió siendo muy popular en el Territorio de Colorado por su dureza en luchar contra los "enemigos" del territorio.
En el año 2014, la Universidad de Denver hizo un estudio en el que se determinaba a Evans culpable de la matanza de Sand Creek.